# Troubles de 2021 aux Îles Salomon
Les troubles de 2021 aux Îles Salomon sont une série de manifestations massives et de graves émeutes qui ont pris naissance à Honiara, aux Îles Salomon, le 24 novembre 2021.

## Événements
Les Îles Salomon étaient historiquement en état de conflit ethnique jusqu'en 2003, lorsque l'Australie a déployé une mission de maintien de la paix.
Les manifestations étaient initialement pacifiques mais sont devenues violentes après que les bâtiments attenants au bâtiment du Parlement des îles Salomon ont été incendiés. Des écoles et des entreprises ont été fermées alors que la police et les forces gouvernementales affrontaient les manifestants. La violence s'est intensifiée lorsque le quartier chinois (en) d'Honiara a été pillé. La police a tiré sur les manifestants avec des gaz lacrymogènes.
La plupart des manifestants venaient de la province de Malaita.
Le Premier ministre Manasseh Sogavare a averti que les émeutiers en subiraient les conséquences. Le personnel des Forces de défense australiennes a été déployé peu de temps après à la demande de Sogavare, mais il a précisé qu'il n'était pas là pour soutenir un seul camp mais plutôt pour maintenir l'ordre.

## Réactions
Le premier ministre de la province de Malaita, Daniel Suidani, a critiqué les choix du gouvernement mais a également condamné les violences de la part des manifestants.
Le premier ministre de Guadalcanal a fermement dénoncé les émeutes.
Matthew Wale, le chef de l'opposition, a également condamné les violences mais a déclaré que Sogavare devrait démissionner, le blâmant pour l'escalade de la violence.